# Uniforme de la selección de fútbol de Grecia

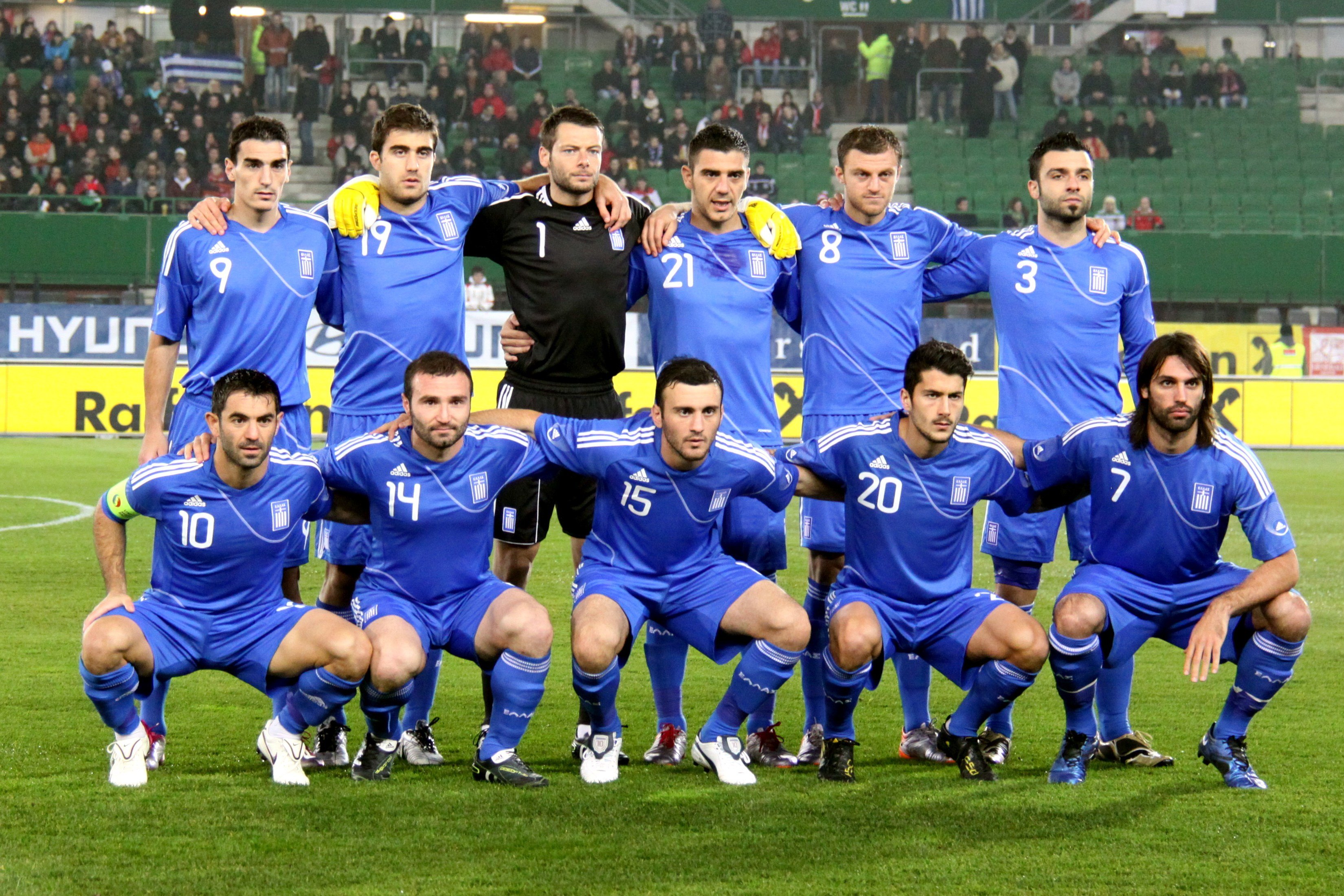
La selección griega ha disputado siempre sus encuentros con los tradicionales colores azul y blanco.

Desde sus inicios como el Reino de Grecia tras su independencia en 1832 del Imperio otomano, la Cruz griega (símbolo de la Iglesia ortodoxa) ha sido el símbolo identificativo tanto del país, como posteriormente de la selección. La bandera, al igual que el escudo, sufrió ligeras variaciones, sin perder nunca dicha cruz. No sería hasta 1970 cuando con la Dictadura de los Coroneles se adoptarían las nueve franjas azules y blancas en representación de las nueve sílabas del lema nacional «Libertad o muerte» (Έλευθερία ή Θάνατος), grito de la Independencia griega en la Revolución Helénica de 1821 durante el tiempo de la ocupación del Imperio otomano. Otras acepciones dicen que las nueve franjas se deben a las nueve musas.
En cuanto al uniforme, la escuadra griega vestiría siempre sus tradicionales colores de la bandera. Un uniforme de camiseta y pantalón azul o blanco que han ido alternándose en su historia, sin la aparición de ningún otro. Las medias completarían los colores, de nuevo usando uno de esos dos colores. El color azul posee un gran significado en la cultura griega, en representación del mar, cielo y nubes, tal como la bandera. Nunca se abandonaron esos colores, que incluso ha llegado a llevarlos en sus uniformes alternativos. En 2004, después de la consecución del título de campeones de Europa, se volvería a invertir la tendencia, y se implantaría definitivamente el color blanco (hasta entonces reservado al uniforme alternativo) como uniforme titular.
Desde que llegasen las marcas deportivas al mundo del fútbol, distintas han sido las encargadas de vestir a la selección. Entre ellas, las más conocidas son las marcas alemanas de Adidas y Puma. Actualmente, Nike es la encargada de suministrar sus equipaciones.

## Evolución del uniforme

### Local
| años 1920 | 1929 |  | 1970-1978 | 1979 | 1980-1981 | 1981-1984 | 1984-1986 | 1987-1990 | 1990-1992 |

| 1992-1993 | 1994-1995 | 1996-1997 | 1997-2000 | 2000 | 2001-2002 | 2002-2004 | 2004-2006 | 2006-2008 |

| 2008-2010 | 2010-2012 | 2012-2013 | 2013-2014 | 2014–2016 | 2016–2018 | 2018–2020 | 2020-2022 | 2023-2024 |

| 2024- |

### Visitante
| 1980 | 1994-1996 | 1997–2000 | 2000 | 2001 | 2002-04 | 2004–2006 | 2006–2008 | 2008–2009 |

| 2009–2012 | 2012–13 | 2013–14 | 2014–16 | 2016–18 | 2018–19 | 2020–2022 | 2023–2024 | 2024– |

### Combinaciones
| 1994 vs Argentina | 2005 vs Dinamarca | 2007 vs Noruega | 2008 vs Hungría | 2010 vs Croacia | 2014 vs Irlanda del Norte | 2016 vs Estonia | 2018 vs Hungría | 2022 vs Irlanda del Norte y Kosovo |

### Proveedores
| Periodo       | Proveedor      |
| ------------- | -------------- |
| 1920–?        | Ninguno        |
| 1980          | Asics          |
| 1982-1990     | Puma           |
| 1990-1991     | Asics          |
| 1992-1999     | Diadora        |
| 2000-2001     | Lotto          |
| 2001-2003     | Le Coq Sportif |
| 2004-2013     | Adidas         |
| 2013-presente | Nike           |